# Evropsko prvenstvo v nogometu 1996
Evropsko prvenstvo v nogometu 1996 je bilo deseto evropsko prvenstvo v nogometu. Potekalo je med 8. in 30. junijem 1996 v Angliji. Zmagala je nemška reprezentanca, ki je v finalu premagala češko, v polfinale pa sta se uvrstili še angleška in francoska.
To je bil prvi zaključni turnir evropskega nogometnega prvenstva s 16 moštvi, na predhodnih štirih jih je nastopalo po osem. Tako v kvalifikacijah kot na zaključnem turnirju so reprezentance prvič v zgodovini za zmago na tekmi v skupini osvojile po tri točke.
Tekme so potekale na stadionih v Londonu, Manchestru, Liverpoolu, Birminghamu, Leedsu, Sheffieldu, Newcastlu in Nottinghamu. Na stadionih si jih je ogledalo 1.276.137 ljudi, kar je pomenilo v povprečju 41.166 gledalcev na tekmo. Glede na zaključne turnirje evropskih prvenstev v nogometu s po 16 moštvi je bil ta obisk presežen le na evropskem prvenstvu v nogometu 2012, ki je bilo zadnje pred širitvijo na 24 moštev.
Na finalni tekmi v Londonu je Nemčija premagala Češko z 2 : 1. Oba gola za Nemce je dosegel Oliver Bierhoff, ki je v peti minuti podaljška prvič v zgodovini evropskih prvenstev v nogometu odločil neko tekmo z zlatim golom. To novo pravilo za določanje zmagovalca v izločilnih bojih in finalu je pomenilo takojšnjo zmago moštva, ki prvo doseže gol v podaljšku. Po dveh naslovih evropskega prvaka Zahodne Nemčije je bil ta naslov prvi uspeh enotne nemške reprezentance po združitvi Zahodne in Vzhodne Nemčije.

## Prizorišča
| London                                      | Manchester                                                           | Liverpool                                                            | Birmingham                                 |
| ------------------------------------------- | -------------------------------------------------------------------- | -------------------------------------------------------------------- | ------------------------------------------ |
| Wembley Stadium                             | Old Trafford                                                         | Anfield                                                              | Villa Park                                 |
| 51°33′20″N 0°16′47″W / 51.55556°N 0.27972°W | 53°27′47″N 2°17′29″W / 53.46306°N 2.29139°W                          | 53°25′50.95″N 2°57′38.98″W / 53.4308194°N 2.9608278°W                | 52°30′33″N 1°53′5″W / 52.50917°N 1.88472°W |
| Kapaciteta: 76.567                          | Kapaciteta:55.000                                                    | Kapaciteta: 42.730                                                   | Kapaciteta: 40.310                         |
|                                             |                                                                      |                                                                      |                                            |
| Leeds                                       | LondonManchesterLiverpoolBirminghamLeedsSheffieldNottinghamNewcastle | LondonManchesterLiverpoolBirminghamLeedsSheffieldNottinghamNewcastle | Sheffield                                  |
| Elland Road                                 | LondonManchesterLiverpoolBirminghamLeedsSheffieldNottinghamNewcastle | LondonManchesterLiverpoolBirminghamLeedsSheffieldNottinghamNewcastle | Hillsborough                               |
| 53°46′40″N 1°34′20″W / 53.77778°N 1.57222°W | LondonManchesterLiverpoolBirminghamLeedsSheffieldNottinghamNewcastle | LondonManchesterLiverpoolBirminghamLeedsSheffieldNottinghamNewcastle | 53°24′41″N 1°30′2″W / 53.41139°N 1.50056°W |
| Kapaciteta: 40.204                          | LondonManchesterLiverpoolBirminghamLeedsSheffieldNottinghamNewcastle | LondonManchesterLiverpoolBirminghamLeedsSheffieldNottinghamNewcastle | Kapaciteta: 39.859                         |
|                                             | LondonManchesterLiverpoolBirminghamLeedsSheffieldNottinghamNewcastle | LondonManchesterLiverpoolBirminghamLeedsSheffieldNottinghamNewcastle |                                            |
| Newcastle                                   | LondonManchesterLiverpoolBirminghamLeedsSheffieldNottinghamNewcastle | LondonManchesterLiverpoolBirminghamLeedsSheffieldNottinghamNewcastle | Nottingham                                 |
| St James' Park                              | LondonManchesterLiverpoolBirminghamLeedsSheffieldNottinghamNewcastle | LondonManchesterLiverpoolBirminghamLeedsSheffieldNottinghamNewcastle | City Ground                                |
| 54°58′32″N 1°37′18″W / 54.97556°N 1.62167°W | LondonManchesterLiverpoolBirminghamLeedsSheffieldNottinghamNewcastle | LondonManchesterLiverpoolBirminghamLeedsSheffieldNottinghamNewcastle | 52°56′24″N 1°7′58″W / 52.94000°N 1.13278°W |
| Kapaciteta: 36.649                          | LondonManchesterLiverpoolBirminghamLeedsSheffieldNottinghamNewcastle | LondonManchesterLiverpoolBirminghamLeedsSheffieldNottinghamNewcastle | Kapaciteta: 30.539                         |
|                                             | LondonManchesterLiverpoolBirminghamLeedsSheffieldNottinghamNewcastle | LondonManchesterLiverpoolBirminghamLeedsSheffieldNottinghamNewcastle |                                            |

## Poročilo
Na prvi tekmi na stadionu Wembley v Londonu sta se v skupini A srečali Anglija kot moštvo države gostiteljice in Švica, ki je prvič nastopala na zaključnem turnirju evropskega prvenstva v nogometu. Prvi gol je dosegel Alan Shearer v 23. minuti za vodstvo Angležev, končalo pa se je z neodločenim izidom 1 : 1, potem ko je Kubilay Türkyilmaz z enajstmetrovke v 83. minuti dosegel edini gol Švicarjev. Anglija je na svoji drugi tekmi premagala otoškega rivala Škotsko z 2 : 0, nato pa si je z zmago s 4 : 1 proti Nizozemski v zadnjem kolu skupinskega dela zagotovila prvo mesto v skupini A in uvrstitev v četrtfinale. Gol Patricka Kluiverta proti Angliji je Nizozemcem zagotovil uvrstitev v četrtfinale z drugim mestom v skupini A, saj so s tem imeli več doseženih golov v primerjavi s Škoti ob enakem številu točk. Švica po točki na prvi tekmi ni osvojila nobene točke.
V skupini B sta se Francija in Španija, obe moštvi nekdanjih evropskih prvakov, srečali z Bolgarijo in Romunijo, ki sta presenetili na predhodnem svetovnem prvenstvu v nogometu 1994 z uvrstitvijo v polfinale oziroma četrtfinale. Sicer se je Bolgarija leta 1996 prvič udeležila zaključnega turnirja evropskega prvenstva v nogometu. Prvo mesto v skupini B je pripadlo Franciji, potem ko je na svoji tretji tekmi zmagala nad Bolgarijo s 3 : 1, s čimer se je tudi maščevala za neuspeh v kvalifikacijah za svetovno prvenstvo v nogometu 1994, ko se prav zaradi dveh porazov proti Bolgariji ni uvrstila na zaključni turnir. Španija je po dveh neodločenih izidih 1 : 1 proti Bolgariji in Franciji na svoji tretji tekmi premagala Romunijo z 2 : 1 in si zagotovila uvrstitev v četrtfinale z drugim mestom v skupini B, z eno točko več v primerjavi z Bolgarijo. Romunija ni osvojila nobene točke.
Češka in Hrvaška sta se uvrstili na zaključni turnir evropskega prvenstva v nogometu v prvem poskusu po razpadu Češkoslovaške oziroma Jugoslavije. Češka je igrala v skupini C, Hrvaška pa v skupini D. Eden izmed nasprotnikov Češke v skupini C je bila Rusija, ki je prvič po razpadu Sovjetske zveze nastopala na evropskem prvenstvu v nogometu, saj je moštvo na predhodnem evropskem prvenstvu v nogometu 1992 še vključevalo igralce iz drugih nekdanjih sovjetskih republik in nastopalo pod imenom Skupnost neodvisnih držav.
Na prvi tekmi v skupini C je Nemčija premagala Češko z 2 : 0, medtem ko je Italija na drugi tekmi iste skupine zmagala z 2 : 1 nad Rusijo. Nemčija si je na svoji drugi tekmi z zmago s 3 : 0 nad Rusijo zagotovila uvrstitev v četrtfinale, medtem ko je Češka premagala Italijo z 2 : 1. Italijani, ki so bili poraženi v finalu svetovnega prvenstva v nogometu 1994, so na svoji tretji tekmi potrebovali zmago nad Nemčijo, vendar pa se je končalo brez zadetkov, kar je ob enakem številu točk pomenilo uvrstitev Čehov v četrtfinale in izločitev Italije na podlagi rezultata medsebojne tekme. Na drugi tekmi zadnjega kola v skupini C je Rusija z neodločenim izidom 3 : 3 proti Češki osvojila svojo edino točko na tem turnirju.
Branilec naslova evropskega prvaka Danska je na prvi tekmi skupine D remizirala 1 : 1 s Portugalsko. Druga tekma v skupini D je bila dvoboj debitantov na zaključnem turnirju evropskega prvenstva v nogometu, Hrvaška pa je z 1 : 0 premagala Turčijo. Hrvati so si nato z zmago s 3 : 0 nad Dansko po dveh tekmah v skupinskem delu zagotovili uvrstitev v četrtfinale, medtem ko je zmaga Portugalske nad Turčijo z 1 : 0 pomenila izločitev branilca naslova evropskega prvaka po tretjem in zadnjem kolu v skupini D, v kateri je prvo mesto nazadnje osvojila Portugalska, ki je premagala Hrvaško s 3 : 0. Hkrati je Danska z istim rezultatom premagala Turčijo, ki je tako postala prvo moštvo v zgodovini evropskih prvenstev v nogometu, ki je na zaključnem turnirju ostalo brez doseženega gola, po treh porazih pa tudi brez osvojene točke.
V izločilnih bojih so moštva večinoma stavila na obrambno igro, zaradi česar so bile štiri od sedmih tekem odločene šele po izvajanju enajstmetrovk. V podaljških je bilo prvič v zgodovini evropskih prvenstev v nogometu veljavno pravilo zlatega gola, kar je pomenilo takojšnjo zmago moštva, ki prvo doseže gol.
Prva četrtfinalna tekma je bila med Španijo in Anglijo. Končala se je brez golov v rednem delu in podaljšku, nazadnje pa so igralci domače ekipe z boljšim izvajanjem enajstmetrovk dosegli uvrstitev v polfinale. Tudi na drugi četrtfinalni tekmi med Francijo in Nizozemsko ni bilo golov v rednem delu in podaljšku, enajstmetrovke pa so uspešnejše izvajali Francozi. Največ golov v četrtfinalnih bojih je bilo doseženih na tretji tekmi med Nemčijo in Hrvaško, ki se je končala z zmago Nemcev z 2 : 1. Prvi gol je dosegel Jürgen Klinsmann z enajstmetrovke v 20. minuti, izenačil je Davor Šuker v 51. minuti, preden je Matthias Sammer osem minut pozneje s svojim golom Nemcem prinesel vodstvo, ki so ga ubranili do konca tekme. Češka je na zadnji četrtfinalni tekmi premagala Portugalsko z 1 : 0, edini gol pa je dosegel Karel Poborský v 53. minuti.
V prvem polfinalnem boju sta se srečali Francija in Češka. Tekma je postala tretji izločilni boj brez zadetkov v rednem delu in podaljšku. V prvih petih vrstah enajstmetrovk so bili uspešni vsi strelci, nato pa si je Češka zagotovila uvrstitev na finalno tekmo, ko je Miroslav Kadlec uspešno izvajal šesto enajstmetrovko svojega moštva, vratar Petr Kouba pa ubranil strel francoskega vezista Reynalda Pedrosa. Tudi na drugi polfinalni tekmi med Nemčijo in Anglijo, ki se je v rednem delu in podaljšku končala z 1 : 1, so bili uspešni vsi strelci enajstmetrovk v prvih petih vrstah, nato pa je Andreas Möller dosegel šesti gol Nemcev, preden je angleški vezist Gareth Southgate zgrešil vrata.
Finalna tekma med Nemčijo in Češko je bila na stadionu Wembley v Londonu. Čehi so povedli, ko je Patrik Berger v 59. minuti uspešno izvajal enajstmetrovko. Oliver Bierhoff, ki je zamenjal Mehmeta Scholla v 69. minuti, je po štirih minutah na igrišču izenačil. Ker se je redni del končal z 1 : 1, je bil na sporedu podaljšek, v katerem je Bierhoff po petih minutah dosegel svoj drugi zadetekin z zlatim golom prinesel Nemčiji tretji naslov evropskega prvaka. To je bila prva od treh tekem v zgodovini evropskih prvenstev v nogometu, kjer je bil dosežen zlati gol. Na naslednjem evropskem prvenstvu v nogometu 2000 je Francija z zlatima goloma premagala Portugalsko v polfinalu in Italijo v finalu. Pravilo je nehalo veljati po letu 2003.
Najboljši strelec tekmovanja je bil Anglež Alan Shearer s petimi goli, od česar jih je štiri dosegel na tekmah skupine A. Štirje igralci so dali po tri gole. Hristo Stojčkov je dosegel po en gol za Bolgarijo na vseh tekmah svojega moštva v skupini B. Jürgen Klinsmann je dosegel dva gola ob zmagi Nemčije nad Rusijo s 3 : 0 v skupini C, nato pa še en gol ob četrtfinalni zmagi z 2 : 1 nad Hrvaško. Brian Laudrup je dosegel edini gol Danske ob remiju 1 : 1 proti Portugalski in dva gola na zadnji tekmi svojega moštva v skupini D, kjer so Danci premagali Turke s 3 : 0. Davor Šuker je dosegel dva gola ob zmagi Hrvaške s 3 : 0 nad Dansko v skupini D in edini gol svojega moštva v četrtfinalnem boju proti Nemčiji.

## Tekmovanje

### Predtekmovanje

#### Skupina A
| Reprezentanca | OT | Z | N | P | DG | PG | GR | TOČ |
| ------------- | -- | - | - | - | -- | -- | -- | --- |
| Anglija       | 3  | 2 | 1 | 0 | 7  | 2  | +5 | 7   |
| Nizozemska    | 3  | 1 | 1 | 1 | 3  | 4  | −1 | 4   |
| Škotska       | 3  | 1 | 1 | 1 | 1  | 2  | −1 | 4   |
| Švica         | 3  | 0 | 1 | 2 | 1  | 4  | −3 | 1   |

| 8. junij 1996 15:00 | Anglija     | 1 – 1      | Švica                 | Stadion: Wembley Stadium, London Gledalcev: 76.567 Sodnik: Manuel Díaz Vega |
| 8. junij 1996 15:00 | Shearer 23' | (Poročilo) | Türkyilmaz 83' (pen.) | Stadion: Wembley Stadium, London Gledalcev: 76.567 Sodnik: Manuel Díaz Vega |

| 10. junij 1996 16:30 | Nizozemska | 0 – 0 | Škotska | Stadion: Villa Park, Birmingham Gledalcev: 34.363 Sodnik: Leif Sundell |
| 10. junij 1996 16:30 | (Poročilo) |       |         | Stadion: Villa Park, Birmingham Gledalcev: 34.363 Sodnik: Leif Sundell |

| 13. junij 1996 19:30 | Švica | 0 – 2      | Nizozemska              | Stadion: Villa Park, Birmingham Gledalcev: 36.800 Sodnik: Atanas Uzunov |
| 13. junij 1996 19:30 |       | (Poročilo) | Cruyff 66' Bergkamp 79' | Stadion: Villa Park, Birmingham Gledalcev: 36.800 Sodnik: Atanas Uzunov |

| 15. junij 1996 15:00 | Škotska | 0 – 2      | Anglija                   | Stadion: Wembley Stadium, London Gledalcev: 76.864 Sodnik: Pierluigi Pairetto |
| 15. junij 1996 15:00 |         | (Poročilo) | Shearer 53' Gascoigne 79' | Stadion: Wembley Stadium, London Gledalcev: 76.864 Sodnik: Pierluigi Pairetto |

| 18. junij 1996 19:30 | Škotska     | 1 – 0      | Švica | Stadion: Villa Park, Birmingham Gledalcev: 34.946 Sodnik: Václav Krondl |
| 18. junij 1996 19:30 | McCoist 36' | (Poročilo) |       | Stadion: Villa Park, Birmingham Gledalcev: 34.946 Sodnik: Václav Krondl |

| 18. junij 1996 19:30 | Nizozemska   | 1 – 4      | Anglija                                     | Stadion: Wembley Stadium, London Gledalcev: 76.798 Sodnik: Gerd Grabher |
| 18. junij 1996 19:30 | Kluivert 78' | (Poročilo) | Shearer 23' (pen.), 57' Sheringham 51', 62' | Stadion: Wembley Stadium, London Gledalcev: 76.798 Sodnik: Gerd Grabher |

#### Skupina B
| Reprezentanca | OT | Z | N | P | DG | PG | GR | TOČ |
| ------------- | -- | - | - | - | -- | -- | -- | --- |
| Francija      | 3  | 2 | 1 | 0 | 5  | 2  | +3 | 7   |
| Španija       | 3  | 1 | 2 | 0 | 4  | 3  | +1 | 5   |
| Bolgarija     | 3  | 1 | 1 | 1 | 3  | 4  | −1 | 4   |
| Romunija      | 3  | 0 | 0 | 3 | 1  | 4  | −3 | 0   |

| 9. junij 1996 14:30 | Španija     | 1 – 1      | Bolgarija           | Stadion: Elland Road, Leeds Gledalcev: 24.006 Sodnik: Piero Ceccarini |
| 9. junij 1996 14:30 | Alfonso 74' | (Poročilo) | Stojčkov 65' (pen.) | Stadion: Elland Road, Leeds Gledalcev: 24.006 Sodnik: Piero Ceccarini |

| 10. junij 1996 19:30 | Romunija | 0 – 1      | Francija    | Stadion: St James' Park, Newcastle Gledalcev: 26.323 Sodnik: Hellmut Krug |
| 10. junij 1996 19:30 |          | (Poročilo) | Dugarry 25' | Stadion: St James' Park, Newcastle Gledalcev: 26.323 Sodnik: Hellmut Krug |

| 13. junij 1996 16:30 | Bolgarija   | 1 – 0      | Romunija | Stadion: St James' Park, Newcastle Gledalcev: 19.107 Sodnik: Peter Mikkelsen |
| 13. junij 1996 16:30 | Stojčkov 3' | (Poročilo) |          | Stadion: St James' Park, Newcastle Gledalcev: 19.107 Sodnik: Peter Mikkelsen |

| 15. junij 1996 18:00 | Francija      | 1 – 1      | Španija      | Stadion: Elland Road, Leeds Gledalcev: 35.626 Sodnik: Vadim Žuk |
| 15. junij 1996 18:00 | Djorkaeff 49' | (Poročilo) | Caminero 86' | Stadion: Elland Road, Leeds Gledalcev: 35.626 Sodnik: Vadim Žuk |

| 18. junij 1996 16:30 | Francija                          | 3 – 1      | Bolgarija    | Stadion: St James' Park, Newcastle Gledalcev: 26.976 Sodnik: Dermot Gallagher |
| 18. junij 1996 16:30 | Blanc 21' Penev 63' (AG) Loko 90' | (Poročilo) | Stojčkov 69' | Stadion: St James' Park, Newcastle Gledalcev: 26.976 Sodnik: Dermot Gallagher |

| 18. junij 1996 16:30 | Romunija      | 1 – 2      | Španija               | Stadion: Elland Road, Leeds Gledalcev: 32.719 Sodnik: Ahmet Çakar |
| 18. junij 1996 16:30 | Răducioiu 29' | (Poročilo) | Manjarín 11' Amor 84' | Stadion: Elland Road, Leeds Gledalcev: 32.719 Sodnik: Ahmet Çakar |

#### Skupina C
| Reprezentanca | OT | Z | N | P | DG | PG | GR | TOČ |
| ------------- | -- | - | - | - | -- | -- | -- | --- |
| Nemčija       | 3  | 2 | 1 | 0 | 5  | 0  | +5 | 7   |
| Češka         | 3  | 1 | 1 | 1 | 5  | 6  | −1 | 4   |
| Italija       | 3  | 1 | 1 | 1 | 3  | 3  | 0  | 4   |
| Rusija        | 3  | 0 | 1 | 2 | 4  | 8  | −4 | 1   |

| 9. junij 1996 17:00 | Nemčija              | 2 – 0      | Češka | Stadion: Old Trafford, Manchester Gledalcev: 37.300 Sodnik: David Elleray |
| 9. junij 1996 17:00 | Ziege 26' Möller 32' | (Poročilo) |       | Stadion: Old Trafford, Manchester Gledalcev: 37.300 Sodnik: David Elleray |

| 11. junij 1996 16:30 | Italija           | 2 – 1      | Rusija       | Stadion: Anfield, Liverpool Gledalcev: 35.120 Sodnik: Leslie Mottram |
| 11. junij 1996 16:30 | Casiraghi 5', 52' | (Poročilo) | Cimbalar 21' | Stadion: Anfield, Liverpool Gledalcev: 35.120 Sodnik: Leslie Mottram |

| 14. junij 1996 19:30 | Češka               | 2 – 1      | Italija    | Stadion: Anfield, Liverpool Gledalcev: 37.320 Sodnik: Antonio López Nieto |
| 14. junij 1996 19:30 | Nedvěd 4' Bejbl 35' | (Poročilo) | Chiesa 18' | Stadion: Anfield, Liverpool Gledalcev: 37.320 Sodnik: Antonio López Nieto |

| 16. junij 1996 15:00 | Rusija | 0 – 3      | Nemčija                       | Stadion: Old Trafford, Manchester Gledalcev: 50.760 Sodnik: Kim Milton Nielsen |
| 16. junij 1996 15:00 |        | (Poročilo) | Sammer 56' Klinsmann 77', 90' | Stadion: Old Trafford, Manchester Gledalcev: 50.760 Sodnik: Kim Milton Nielsen |

| 19. junij 1996 19:30 | Rusija                                  | 3 – 3      | Češka                             | Stadion: Anfield, Liverpool Gledalcev: 21.128 Sodnik: Anders Frisk |
| 19. junij 1996 19:30 | Mostovoj 49' Tetrace 54' Beščastnih 85' | (Poročilo) | Suchopárek 5' Kuka 19' Šmicer 88' | Stadion: Anfield, Liverpool Gledalcev: 21.128 Sodnik: Anders Frisk |

| 19. junij 1996 19:30 | Italija    | 0 – 0 | Nemčija | Stadion: Old Trafford, Manchester Gledalcev: 53.740 Sodnik: Guy Goethals |
| 19. junij 1996 19:30 | (Poročilo) |       |         | Stadion: Old Trafford, Manchester Gledalcev: 53.740 Sodnik: Guy Goethals |

#### Skupina D
| Reprezentanca | OT | Z | N | P | DG | PG | GR | TOČ |
| ------------- | -- | - | - | - | -- | -- | -- | --- |
| Portugalska   | 3  | 2 | 1 | 0 | 5  | 1  | +4 | 7   |
| Hrvaška       | 3  | 2 | 0 | 1 | 4  | 3  | +1 | 6   |
| Danska        | 3  | 1 | 1 | 1 | 4  | 4  | 0  | 4   |
| Turčija       | 3  | 0 | 0 | 3 | 0  | 5  | −5 | 0   |

| 9. junij 1996 19:30 | Danska         | 1 – 1      | Portugalska  | Stadion: Hillsborough Stadium, Sheffield Gledalcev: 34.993 Sodnik: Mario van der Ende |
| 9. junij 1996 19:30 | B. Laudrup 22' | (Poročilo) | Sá Pinto 53' | Stadion: Hillsborough Stadium, Sheffield Gledalcev: 34.993 Sodnik: Mario van der Ende |

| 11. junij 1996 19:30 | Turčija | 0 – 1      | Hrvaška     | Stadion: City Ground, Nottingham Gledalcev: 22.406 Sodnik: Serge Muhmenthaler |
| 11. junij 1996 19:30 |         | (Poročilo) | Vlaović 86' | Stadion: City Ground, Nottingham Gledalcev: 22.406 Sodnik: Serge Muhmenthaler |

| 14. junij 1996 16:30 | Portugalska | 1 – 0      | Turčija | Stadion: City Ground, Nottingham Gledalcev: 22.670 Sodnik: Sándor Puhl |
| 14. junij 1996 16:30 | Couto 66'   | (Poročilo) |         | Stadion: City Ground, Nottingham Gledalcev: 22.670 Sodnik: Sándor Puhl |

| 16. junij 1996 18:00 | Hrvaška                         | 3 – 0      | Danska | Stadion: Hillsborough Stadium, Sheffield Gledalcev: 33.671 Sodnik: Marc Batta |
| 16. junij 1996 18:00 | Šuker 53' (pen.), 90' Boban 81' | (Poročilo) |        | Stadion: Hillsborough Stadium, Sheffield Gledalcev: 33.671 Sodnik: Marc Batta |

| 19. junij 1996 16:30 | Hrvaška | 0 – 3      | Portugalska                    | Stadion: City Ground, Nottingham Gledalcev: 20.484 Sodnik: Bernd Heynemann |
| 19. junij 1996 16:30 |         | (Poročilo) | Figo 4' Pinto 33' Domingos 82' | Stadion: City Ground, Nottingham Gledalcev: 20.484 Sodnik: Bernd Heynemann |

| 19. junij 1996 16:30 | Turčija | 0 – 3      | Danska                          | Stadion: Hillsborough Stadium, Sheffield Gledalcev: 28.951 Sodnik: NikolaJ Levnikov |
| 19. junij 1996 16:30 |         | (Poročilo) | B. Laudrup 50', 84' Nielsen 69' | Stadion: Hillsborough Stadium, Sheffield Gledalcev: 28.951 Sodnik: NikolaJ Levnikov |

### Zaključni del
|  | Četrtfinale            | Četrtfinale     | Četrtfinale            |                    |                | Polfinale | Polfinale | Polfinale |  |  | Finale | Finale | Finale |
|  |                        |                 |                        |                    |                |           |           |           |  |  |        |        |        |
|  | 23. junij – Manchester |                 |                        |                    |                |           |           |           |  |  |        |        |        |
|  |                        |                 |                        |                    |                |           |           |           |  |  |        |        |        |
|  | Nemčija                | Nemčija         | 2                      |                    |                |           |           |           |  |  |        |        |        |
|  | Nemčija                | Nemčija         | 2                      | 26. junij – London |                |           |           |           |  |  |        |        |        |
|  | Hrvaška                | Hrvaška         | 1                      |                    |                |           |           |           |  |  |        |        |        |
|  | Hrvaška                | Hrvaška         | 1                      | Nemčija (pen.)     | Nemčija (pen.) | 1 (6)     |           |           |  |  |        |        |        |
|  | 22. junij – London     |                 |                        | Nemčija (pen.)     | Nemčija (pen.) | 1 (6)     |           |           |  |  |        |        |        |
|  |                        | Anglija         | Anglija                | 1 (5)              |                |           |           |           |  |  |        |        |        |
|  | Španija                | Španija         | Anglija                | 1 (5)              | 0 (2)          |           |           |           |  |  |        |        |        |
|  | Španija                | Španija         |                        | 30. junij – London | 0 (2)          |           |           |           |  |  |        |        |        |
|  | Anglija (pen.)         | Anglija (pen.)  | 0 (4)                  |                    |                |           |           |           |  |  |        |        |        |
|  | Anglija (pen.)         | Anglija (pen.)  | 0 (4)                  | Nemčija (p.p.)     | Nemčija (p.p.) | 2         |           |           |  |  |        |        |        |
|  | 23. junij – Birmingham |                 |                        | Nemčija (p.p.)     | Nemčija (p.p.) | 2         |           |           |  |  |        |        |        |
|  |                        | Češka           | Češka                  | 1                  |                |           |           |           |  |  |        |        |        |
|  | Češka                  | Češka           | Češka                  | 1                  | 1              |           |           |           |  |  |        |        |        |
|  | Češka                  | Češka           | 26. junij – Manchester |                    | 1              |           |           |           |  |  |        |        |        |
|  | Portugalska            | Portugalska     | 0                      |                    |                |           |           |           |  |  |        |        |        |
|  | Portugalska            | Portugalska     | 0                      | Češka (pen.)       | Češka (pen.)   | 0 (6)     |           |           |  |  |        |        |        |
|  | 22. junij – Liverpool  |                 |                        | Češka (pen.)       | Češka (pen.)   | 0 (6)     |           |           |  |  |        |        |        |
|  |                        | Francija        | Francija               | 0 (5)              |                |           |           |           |  |  |        |        |        |
|  | Francija (pen.)        | Francija (pen.) | Francija               | 0 (5)              | 0 (5)          |           |           |           |  |  |        |        |        |
|  | Francija (pen.)        | Francija (pen.) |                        |                    |                |           |           |           |  |  |        |        |        |
|  | Nizozemska             | Nizozemska      | 0 (4)                  |                    |                |           |           |           |  |  |        |        |        |
|  | Nizozemska             | Nizozemska      | 0 (4)                  |                    |                |           |           |           |  |  |        |        |        |
|  |                        |                 |                        |                    |                |           |           |           |  |  |        |        |        |
|  |                        |                 |                        |                    |                |           |           |           |  |  |        |        |        |

#### Četrtfinale
| 22. junij 1996 15:00 | Španija    | 0 – 0 | Anglija | Stadion: Wembley Stadium, London Gledalcev: 75.440 Sodnik: Marc Batta |
| 22. junij 1996 15:00 | (Poročilo) |       |         | Stadion: Wembley Stadium, London Gledalcev: 75.440 Sodnik: Marc Batta |

|                          |                 |                                |  |
|                          | Kazenski streli |                                |  |
| Hierro Amor Belsúe Nadal | 2 – 4           | Shearer Platt Pearce Gascoigne |  |

| 22. junij 1996 18:30 | Francija   | 0 – 0 | Nizozemska | Stadion: Anfield, Liverpool Gledalcev: 37.465 Sodnik: Antonio López Nieto |
| 22. junij 1996 18:30 | (Poročilo) |       |            | Stadion: Anfield, Liverpool Gledalcev: 37.465 Sodnik: Antonio López Nieto |

|                                        |                 |                                           |  |
|                                        | Kazenski streli |                                           |  |
| Zidane Djorkaeff Lizarazu Guérin Blanc | 5 – 4           | de Kock R. de Boer Kluivert Seedorf Blind |  |

| 23. junij 1996 15:00 | Nemčija                         | 2 – 1      | Hrvaška   | Stadion: Old Trafford, Manchester Gledalcev: 43.412 Sodnik: Leif Sundell |
| 23. junij 1996 15:00 | Klinsmann 20' (pen.) Sammer 59' | (Poročilo) | Šuker 51' | Stadion: Old Trafford, Manchester Gledalcev: 43.412 Sodnik: Leif Sundell |

| 23. junij 1996 18:30 | Češka        | 1 – 0      | Portugalska | Stadion: Villa Park, Birmingham Gledalcev: 26.832 Sodnik: Hellmut Krug |
| 23. junij 1996 18:30 | Poborský 53' | (Poročilo) |             | Stadion: Villa Park, Birmingham Gledalcev: 26.832 Sodnik: Hellmut Krug |

#### Polfinale
| 26. junij 1996 16:00 | Francija   | 0 – 0 | Češka | Stadion: Old Trafford, Manchester Gledalcev: 43.877 Sodnik: Leslie Mottram |
| 26. junij 1996 16:00 | (Poročilo) |       |       | Stadion: Old Trafford, Manchester Gledalcev: 43.877 Sodnik: Leslie Mottram |

|                                               |                 |                                          |  |
|                                               | Kazenski streli |                                          |  |
| Zidane Djorkaeff Lizarazu Guérin Blanc Pedros | 5 – 6           | Kubík Nedvěd Berger Poborský Rada Kadlec |  |

| 26. junij 1996 19:30 | Nemčija   | 1 – 1      | Anglija    | Stadion: Wembley Stadium, London Gledalcev: 75.862 Sodnik: Sándor Puhl |
| 26. junij 1996 19:30 | Kuntz 16' | (Poročilo) | Shearer 3' | Stadion: Wembley Stadium, London Gledalcev: 75.862 Sodnik: Sándor Puhl |

|                                         |                 |                                                     |  |
|                                         | Kazenski streli |                                                     |  |
| Häßler Strunz Reuter Ziege Kuntz Möller | 6 – 5           | Shearer Platt Pearce Gascoigne Sheringham Southgate |  |

#### Finale
| 30. junij 1996 19:00 | Nemčija          | 2 – 1 (podaljšek) | Češka             | Stadion: Wembley Stadium, London Gledalcev: 73.611 Sodnik: Pierluigi Pairetto |
| 30. junij 1996 19:00 | Bierhoff 73' 95' | (Poročilo)        | Berger 59' (pen.) | Stadion: Wembley Stadium, London Gledalcev: 73.611 Sodnik: Pierluigi Pairetto |